# Ypsolopha sequella
Ypsolopha sequella là một loài bướm đêm thuộc họ Ypsolophidae. Loài này có ở châu Âu và Anatolia.
Sải cánh dài 18–20 mm. Con trưởng thành bay từ tháng 7 đến tháng 9 tùy theo địa điểm.
Ấu trùng ăn liễu, phong và Tilia.

## Hình ảnh

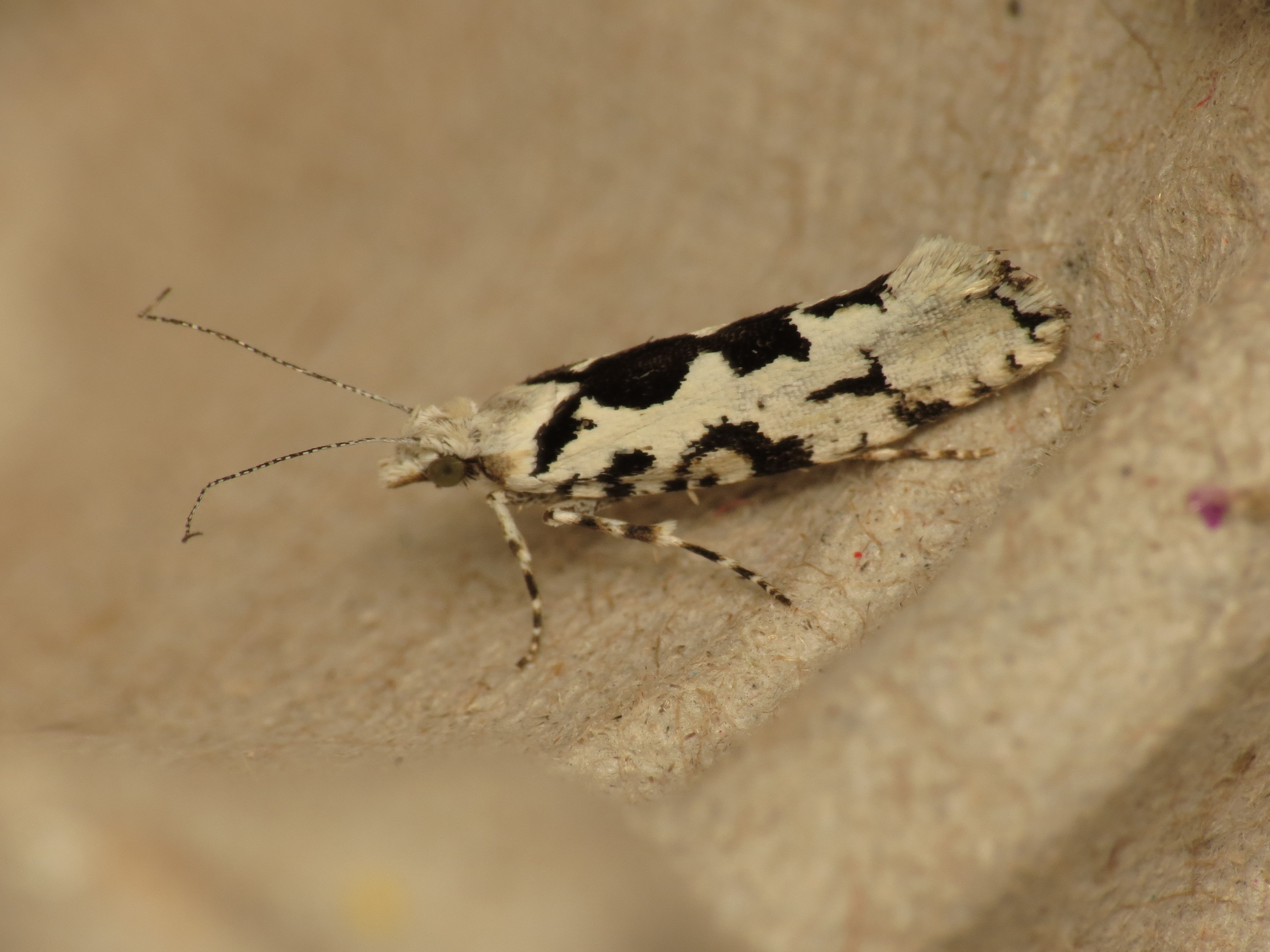
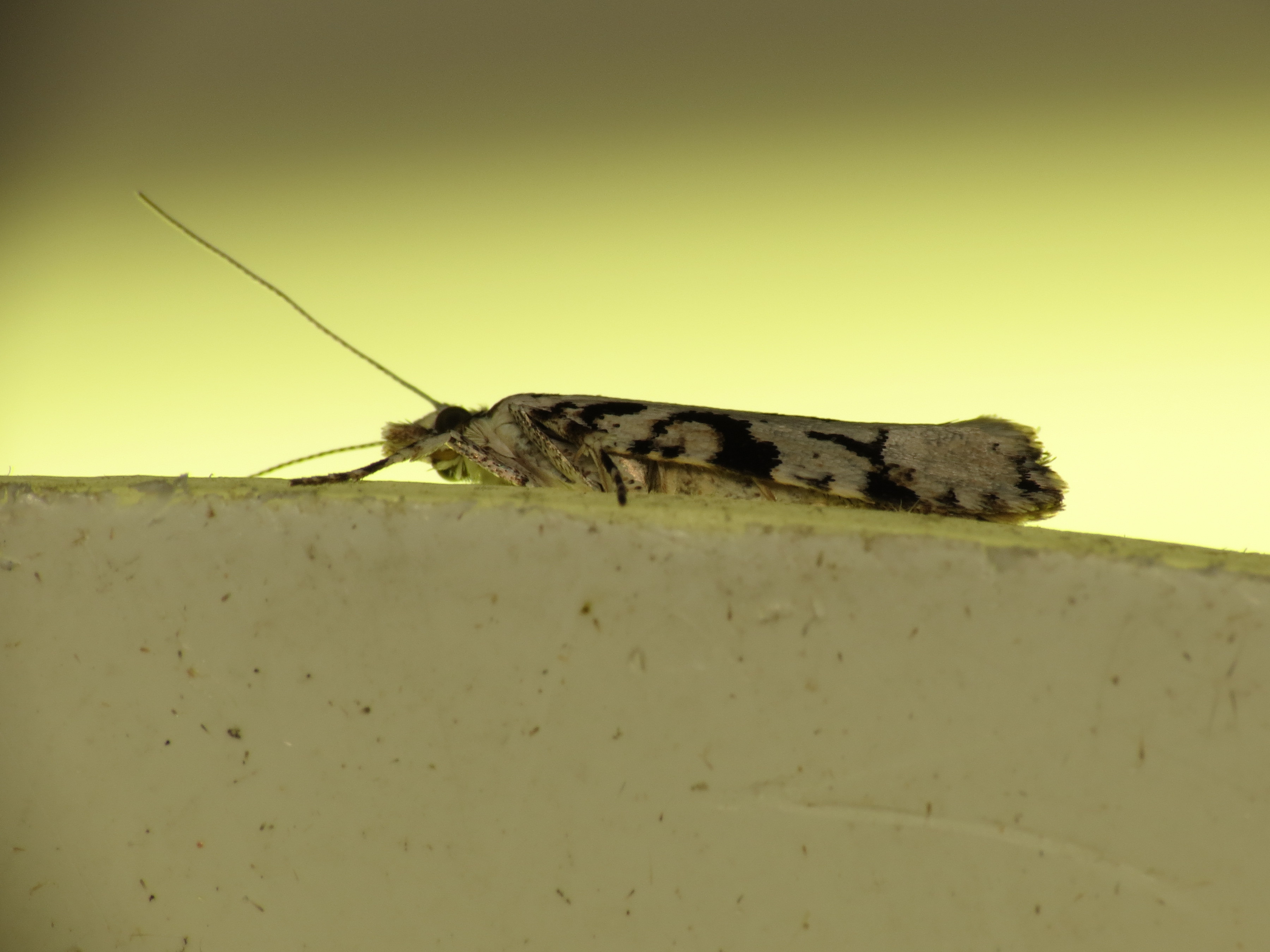
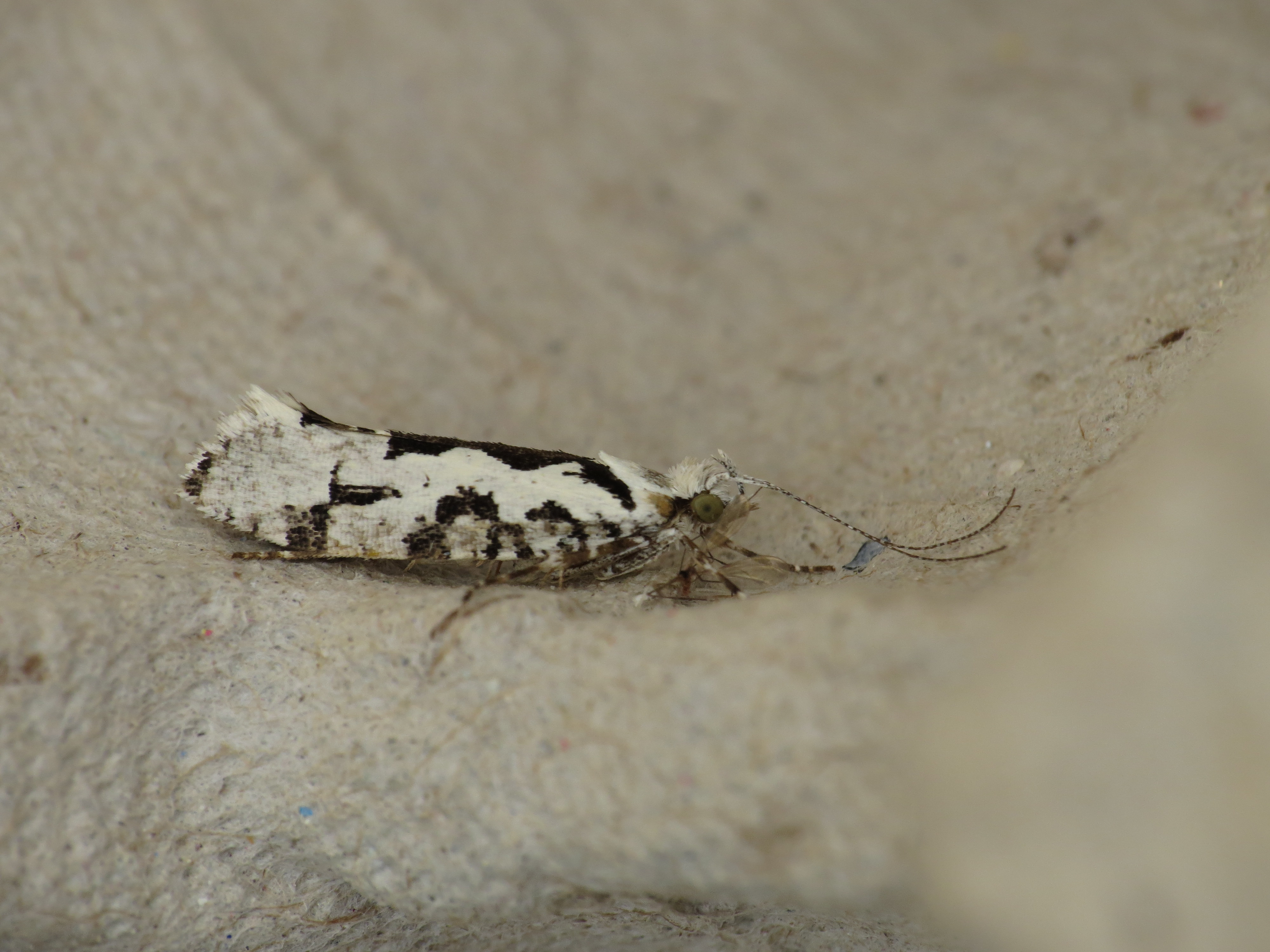
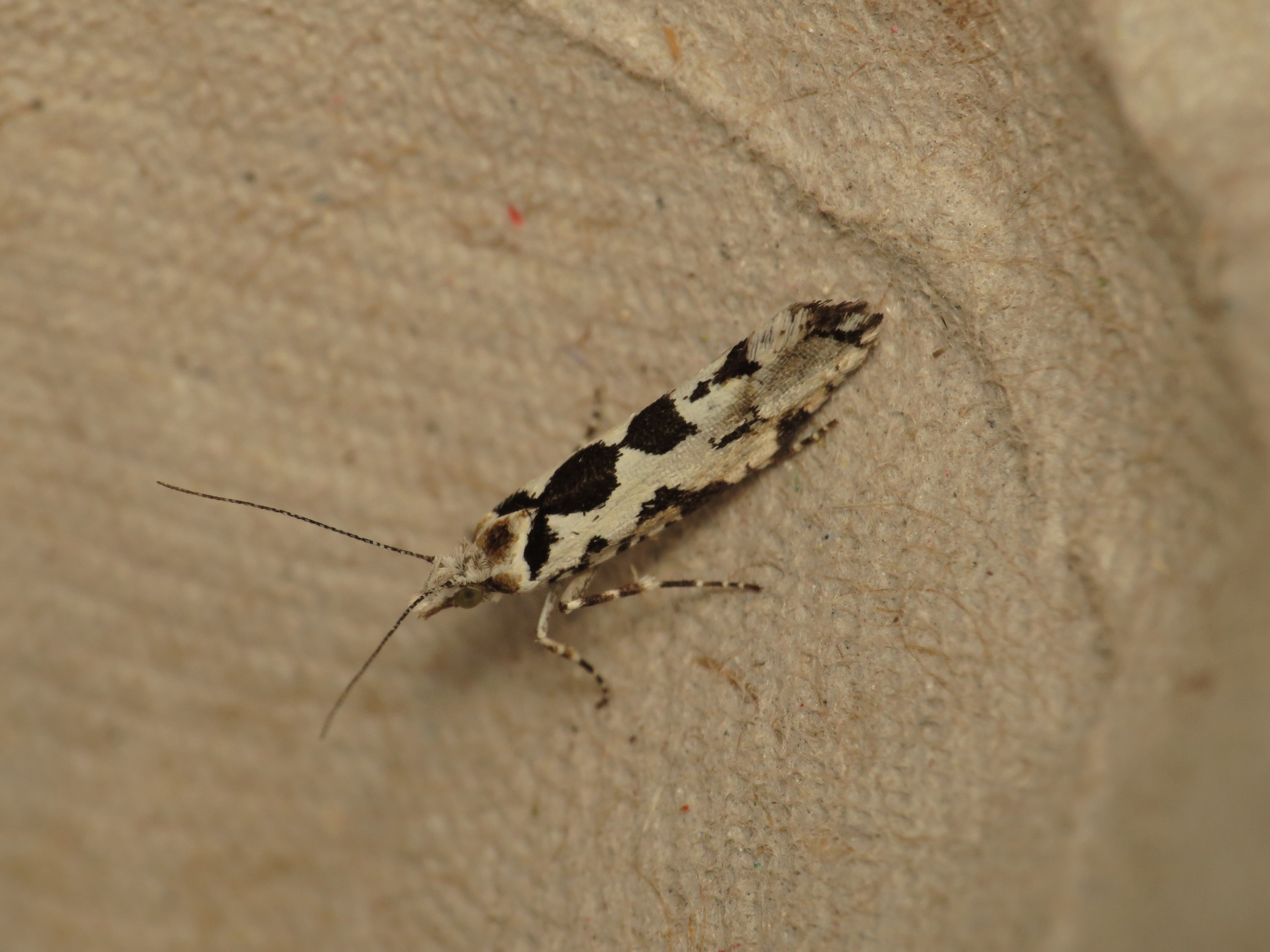